# Kościół Niepokalanego Poczęcia Najświętszej Maryi Panny w Jastrowcu
Kościół Niepokalanego Poczęcia NMP w Jastrowcu – jednonawowy, murowany kościół zbudowany ok. 1500 r. Został przebudowany w XVIII w. Budowla posiada prezbiterium na planie kwadrantu. Kościół jest najwyżej położonym budynkiem we wsi. W kościele znajduje się gotycka rzeźba Madonny z XV w. oraz renesansowa chrzcielnica z XIV w.